# Charles de Rohan-Gié
Charles de Rohan, né vers 1478, mort le 6 mai 1528, fut seigneur de Gié, vicomte de Fronsac, comte de Guise et d'Orbec, seigneur du Verger et de Sablé. 

## Biographie
Il était fils de Pierre de Rohan-Guéméné seigneur de Gié, vicomte de Fronsac et comte de Guise et de Françoise de Penhoët, vicomtesse de Fronsac.
Le 18 novembre 1498 il est nommé gouverneur de Touraine et Chevalier de l'Ordre de Saint-Michel en 1501. Il effectue la campagne de Picardie en 1513, puis combat à Marignan en 1515 et s'illustre lors de la conquête du Milanais.
Afin de conserver Guise dans la famille, il épouse le 24 février 1504 Charlotte d'Armagnac, comtesse de Guise et dame de Sablé, fille de Jacques d'Armagnac, duc de Nemours et comte de la Marche, et de Louise d'Anjou, la sœur de la seconde épouse de son père. Mais Charlotte meurt en août 1504 et un procès oppose alors la Maison de Rohan à celle de Lorraine à propos de la possession de Guise. Finalement une transaction y met fin en 1520 : Charles renonce à Guise et reçoit en échange Orbec.
En 1523, il remplace l’un des pairs laïcs lors du jugement du connétable de Bourbon.
Sans enfant de Charlotte d'Armagnac, il se remarie avec Giovanna di Sanseverino, fille de Bernardino di Sanseverino, prince de Bisignano et de Jeanne/Diane Eléonore Piccolimini d’Aragon (arrière-petite-fille illégitime et par les femmes d’Alphonse V d'Aragon). Ils eurent :
- François (° 1515 † 1559) seigneur de Gyé, vicomte de Fronsac et comte d'Orbec
- Claude de Thoury de Rohan-Gié, célèbre maîtresse du roi François Ier.
- la marquise Jacqueline de Rohan-Gyé († 1587), mariée à François d'Orléans-Longueville, marquis de Rothelin. Leur fils fut le duc Léonor et leur fille épousa Louis Ier, prince de Bourbon-Condé, d'où les Bourbon-Soissons, fondus dans les d'Albert de Luynes comtes de Dunois, et dans les Savoie-Carignan ancêtres des rois d'Italie.

## Source
- Georges Martin, Histoire généalogique de la Maison de Rohan, 1998